# 山崎徳次郎
山崎 徳次郎 (やまざき とくじろう、1922年12月23日 - 2000年9月28日)は、福岡県出身の日本の映画監督・映画プロデューサー・脚本家である。

## 人物
日本大学芸術科映画科を卒業後、大映に入社、その後は日活に移籍、『霧笛が俺を呼んでいる』、小林旭主演の流れ者シリーズなど、計31作品の監督を務めた。
日活退社後は自らの映画会社「真珠社」を創設、1969年には自ら企画監督を務め更に脚本にも携わり、長年に渡り構想を練っていた『荒い海』を製作。記録映画の製作や、専門学校の講師も務めていた。劇場公開用の新作映画を構想していたが、死去のため実現しなかった。

## 製作
- 荒い海 (1969年)　製作、企画

## 監督
- 雁 (1953年)　...　助監督
- 或る女 (1954年) 　...　助監督
- 青春怪談 (1955年) 　日活 　...　助監督
- 太陽の季節 (1956年)　日活 　...　助監督
- 逆光線 (1956年)　日活 　...　助監督
- 沖縄の民 (1956年)　日活 　...　助監督
- 反逆者 (映画) (1957年)　日活 　...　助監督
- 陽のあたる坂道 (1958年) 　日活 　...　助監督
- 若い川の流れ (1959年)　日活 　...　助監督
- JA750号機行方不明 (1959年) 　日活
- 拳銃0号 (1959年) 　日活
- 事件記者 (1959年)　日活
- 事件記者 真昼の恐怖 (1959年) 　日活
- 事件記者 仮面の脅迫 (1959年) 　日活
- 事件記者 姿なき狙撃者 (1959年) 　日活
- 事件記者 影なき男 (1959年) 　日活
- 事件記者 深夜の目撃者 (1959年) 　日活
- 事件記者 時限爆弾 (1960年) 　日活
- 事件記者 狙われた十代 (1960年) 　日活
- 海から来た流れ者 (1960年) 　日活
- 海を渡る波止場の風 (1960年) 　日活
- 霧笛が俺を呼んでいる (1960年) 　日活
- 南海の狼火 (1960年)　日活
- 大暴れ風来坊 (1960年)　日活
- 俺の血が騒ぐ (1961年)　日活
- 大暴れマドロス野郎 (1961年) 　日活
- 風に逆らう流れ者 (1961年) 　日活
- 拳銃横丁 (1961年) 　日活
- 波止場気質 (1961年) 　日活
- 兄貴 (1962年)　日活
- 事件記者 拳銃貸します (1962年)　日活
- 事件記者 影なき侵入者 (1962年)　日活
- 抜き射ち三四郎 (1962年)　日活
- 拳銃は淋しい男の歌さ (1962年) 日活
- 波止場の賭博師 (1963年) 日活
- 午前零時の出獄 (1963年)　日活
- 学園広場 (1963年) 日活
- 殺られてたまるか (1964年)　日活
- ギター抱えたひとり旅 (1964年) 　日活
- 荒い海 (1969年)

## 脚本
- 荒い海 (1969年)